# Застава МП17
Застава МП 17 је малокалибарска пушка калибра .17 HMR, коју је развила фабрика Застава оружје из Крагујевца.

## Карактеристике
Кундак се израђује од квалитетног ораховог дрвета. Ова пушка је безбедна зато што се блокирање окидања врши кочницом полужног типа. На сандуку су израђени навоји за везу постоља оптичких справа (која се опционо уграђују). Ова пушка је опремљена механичким нишанима. Стандардна површинска заштита површинских дијелова врши се брунирањем, док се дрвени дијелови политирају и науљују.

## Варијанте
Варијанта МП17 Н има на устима цијеви израђен навој на који је навијен заштитник уста цијеви. Све остале карактеристике су исте.